# Čir (rijeka)
Čir (rus. Чир) je rijeka u Rostovskoj i Volgogradskoj oblasti u Rusiji. Pritoka je rijeke Dona. Duga je 317 km. Površina njena porječja je 9580 km².